# Українсько-придністровські відносини
Українсько-придністровські відносини — двосторонні дипломатичні контакти між Україною та невизнаною Придністровською Молдавською Республікою, яку Україна вважає частиною Республіки Молдова. 
Згідно зі статтею 3 Меморандуму про основи нормалізації відносин між Республікою Молдова та Придністров’ям від 1997 року «Придністров’я має право самостійно встановлювати та підтримувати міжнародні контакти в економічній, науково-технічній та культурній сферах».
Ставлення України до ПМР змінювалося кілька разів. На початку 1990-их уряд України підтримував ПМР, були також неофіційні розмови про можливе її приєднання до України. У 2005-2010 роках Україна почала співпрацю з ЄС та Молдовою щодо врегулювання конфлікту та входження ПМР під юрисдикцію Молдови. Після 2014 року Україна розглядає ПМР як один із можливих напрямків російської агресії проти себе.

## Огляд
Після Першої світової війни лівий берег Дністра був частиною українських держав УНР та Гетьманату. В 1924 році на цій території було утворено Молдавську Автономну Радянську Соціалістичну Республіку у складі УСРР. Після радянської окупації Бессарабії в 1940 році частину території МАРСР було передано новоутвореній Молдовській РСР, здебільшого саме цю територію зараз контролює ПМР. 
Близько 29% населення Придністров'я складають етнічні українці, українська мова є однією з офіційних мов ПМР.

## Історія

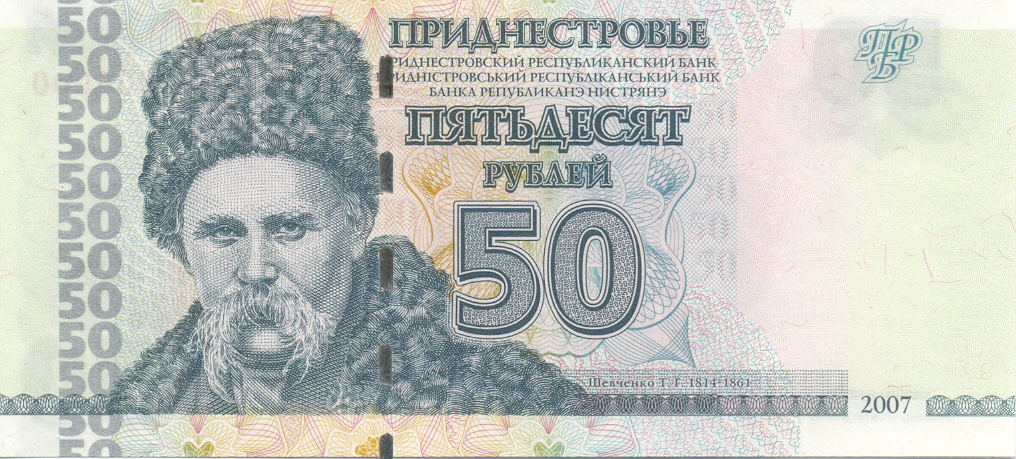
Тарас Шевченко на сучасній придністровській банкноті.

Коли в 1992 році розгорівся придністровський конфлікт, президент України Леонід Кравчук заявив, що Україна гарантує незалежність Придністров'я у разі молдавсько-румунського об'єднання. Українська влада потай вела переговори з урядом Придністров'я щодо можливого приєднання його до України. Крім того у самому військовому конфлікті на боці ПМР брали участь українські доброльчі відділи УНСО. Згодом перший президент ПМР Ігор Смирнов ще неодноразово висловлювався за входження Придністров'я у склад України. Всередині ПМР підкреслювали зв'язок з Україною: українська мова має офіційний статус, на банкнотах в різний час були зображені зокрема Тарас Шевченко та Богдан Хмельницький, Придністровський державний університет названо іменем Тараса Шевченка.
2001 року представники Європейського союзу звернулися до українського уряду з проханням закрити придністровсько-український кордон. Уряд України за правління президента Леоніда Кучми проігнорував ці прохання.
За президентства Віктора Ющенка Україна почала співпрацювати з ЄС та центральним урядом Молдови з метою контролю над транскордонним рухом у Придністров'ї. У 2005 році стартувала Місія Європейського союзу з прикордонної допомоги Молдові та Україні (EUBAM). На початку 2006 року уряд України дозволив перетин кордону без перевірки місією «EUBAM». Влітку 2006 року міністр закордонних справ України Борис Тарасюк відвідав Придністров'я, але замість зустрічі з владою відвідав могилу Івана Мазепи у Бендерах. Його візит було зірвано демонстрантами, які виступають проти НАТО. За президентства Віктора Януковича Україна підтримувала позицію Росії щодо Придністров'я. Україна також підтримала тактику «маленьких кроків» у переговорах у форматі «5+2» щодо врегулювання придністровського конфлікту.
Російська агресія проти України в 2014 році мала переважно економічні наслідки для Придністров'я. Після зіткнень в Одесі у 2014 році українські офіційні особи заявили, що у них брали участь громадяни Росії з Придністров'я. У 2014 році Петро Порошенко заявив, що "не існує держави Придністров'я, існує лише придністровська ділянка українсько-молдовського кордону". За деякими відомостями, президент України Петро Порошенко став олігархом завдяки схемам, пов'язаним з Придністров'ям. 
У 2017 році президент Придністров'я Вадим Красносільський заявив, що у Придністров'я «традиційно хороші відносини з (Україною), ми хочемо їх підтримувати» і «ми маємо будувати наші відносини з Україною — це об'єктивна необхідність». Після перемоги на президентських виборах 2019 року Володимир Зеленський провів пресконференцію з прем'єр-міністеркою Молдови Маєю Санду та запевнив у своїй підтримці територіальної цілісності Молдови.
З початком повномасштабного вторгнення Росії в Україну, аналітики стали оцінювати можливість вторгнення російських військ, дислокованих у ПМР. Крім того президентка Молдови Мая Санду заявила, що перемога України може посприяти вирішенню питання Придністров'я.